# Músculo orbicular do olho
Músculo orbicular das pálpebras é um músculo da cabeça.
- Origem: parte nasal e osso frontal, processo frontal da maxila
- Inserção: fundem–se as estruturas ligamentosas e músculo adjacente
- Ação: fechar firmemente as pálpebras (parte orbitária), e fechar delicadamente (parte palpebral).[1]